# Уокер, Клинт
Клинт Уо́кер (англ. Clint Walker; 30 мая 1927, Хартфорд, Иллинойс — 21 мая 2018, Грасс-Валли, Калифорния) — американский актёр кино и телевидения, кантри-музыкант, сочинитель и исполнитель песен, писатель. Получил наибольшую известность исполнением роли Шайенна Боди в сериале «Шайенны» (108 эпизодов за семь лет).

## Биография
Норман Юджин Уокер (настоящее имя актёра) родился 30 мая 1927 года в деревне Хартфорд. Отец — Пол Арнольд Уокер, уроженец штата Арканзас; мать — Глэдис Хульдах (в девичестве — Шванда), чешка по национальности. Сестра-близнец — Люси Уокер (после замужества — Уэстбрук; 1927—2000).
С 9 лет Уокер начал подрабатывать, а в 16 лет совсем бросил школу, чтобы работать на фабрике и речных судах. В 18 лет вступил в Торговый флот США, работал лодочником (тянул баржи) на Миссисипи. Через некоторое время Уокер покинул флот и отправился путешествовать по стране, перебиваясь случайными заработками. Он жил в Браунвуде (Техас), где занимался добычей нефти; в Лонг-Бич (Калифорния), где был агентом под прикрытием в детективном агентстве; в Лас-Вегасе (Невада), где будущий актёр работал охранником в только открывшемся, и в будущем ставшим весьма известном отеле-казино «Пески». Также в молодости Уокер трудился столяром, грузчиком, подсобным рабочим на карнавалах, кедди, косил газоны, был рабочим по изготовлению листового металла, продавцом пылесосов, коммивояжёром и вышибалой в ночном клубе.
В 1954 году 27-летнему Уокеру предложил сняться в эпизодической роли агент по поиску талантов Генри Уиллсон. Молодой человек согласился, и его кино-дебют состоялся в ленте «Уборная в джунглях», где Уокер сыграл (без указания в титрах) «подобие Тарзана». Это был первый и последний раз, когда он согласился играть без указания в титрах. Актёра-новичка заметили, и уже в следующем году он начал сниматься в телесериале «Шайенны», и именно по этому сериалу он наиболее и запомнился зрителю (сыграл главную роль в 108 эпизодах за семь лет). В дальнейшем Клинт Уокер (такой он взял себе актёрский псевдоним) продолжил карьеру актёра кино и телевидения: за 44 года он снялся в 41 фильме и сериале, ещё в одной ленте выступил актёром озвучивания. Большинство фильмов и сериалов с участием Клинта Уокера были производства Warner Bros.
24 мая 1971 года Клинт Уокер отдыхал на горнолыжном курорте Маммот-Маунтин. По невыясненной причине он упал, причём так неудачно, что остриё его лыжной палки вошло прямо в сердце. Его доставили в больницу, где два врача признали актёра мёртвым, но третий, в последний момент перед отправкой в морг, уловил в теле признаки жизни. Уокеру немедленно была сделана операция (врачи даже не стали терять время на анестезию и мытьё рук), и через два месяца он был выписан из больницы.
В 2003 году свет увидела книга Yaqui Gold, написанная Клинтом в соавторстве с Кирби Джонасом в жанре вестерна (ISBN 978-1-891423-08-6).
Клинт Уокер скончался 21 мая 2018 года, не дожив девяти дней до своего 91-го дня рождения, в городе Грасс-Валли (Калифорния). Причиной смерти стала сердечная недостаточность.

### Личная жизнь
Клинт Уокер был женат трижды, причём с каждой супругой прожил примерно по двадцать лет:
- Верна Гарвер. В браке с 5 сентября 1948 года по 1968 год. Развод, один ребёнок. Дочь, которую назвали Валери[5], родилась 31 января 1950 года. В детстве она немного снималась вместе с отцом, повзрослев, стала пилотом самолёта[8].
- Гиселл Хеннесси. В браке с 26 мая 1974 года по 1 января 1994 года. Смерть супруги, детей нет.
- Сьюзан Каваллари. В браке с 7 марта 1997 года (Уокеру было почти 70 лет) по 21 мая 2018 года. Смерть актёра, детей нет.

## Награды и признание
- 1960 — Звезда на Голливудской «Аллее славы» за вклад в развитие телевидения
- 1997 — Премия «Золотой ботинок»[англ.]
- 2004 — включён в Зал великих актёров вестерна[англ.] (Национальный музей наследия ковбоев и вестерна[англ.], Оклахома-Сити, Оклахома)[9]

## Избранная фильмография
Клинт Уокер имел рост 198 сантиметров и вес 111 килограммов. Амплуа — положительные герои вестернов.

Кино-карьера Уокера длилась (с заметными перерывами) 44 года: за это время он снялся в 41 фильме и сериале, ещё в одной ленте выступил актёром озвучивания.

| Широкий экран - 1956 — Десять заповедей / The Ten Commandments — сардинский капитан - 1958 — Форт Доббс / Fort Dobbs — Гэр Дэвис - 1959 — Йеллоустон Келли / Yellowstone Kelly — Латер «Йеллоустон» Келли - 1961 — Золото Семи святых / Gold of the Seven Saints — Джим Рейнболт - 1964 — Не присылай мне цветы / Send Me No Flowers — Берт - 1965 — Только отважные / None but the Brave — капитан Деннис Бёрк - 1966 — Ночь гризли / The Night of the Grizzly — Джим Коул - 1966 — Майя / Maya — Хью Боуэн - 1967 — Грязная дюжина / The Dirty Dozen — Сэмсон Поузи - 1969 — Скорее мёртв, чем жив / More Dead Than Alive — Кэйн - 1969 — Сэм Виски / Sam Whiskey — О. У. Бэнди - 1969 — Большое ограбление банка / The Great Bank Robbery — рейнджер Бен Куик - 1970 — Финкс / The Phynx — мастер-сержант Клинт Уокер - 1972 — Панчо Вилья / Pancho Villa — Скотти - 1976 — Ястреб Бейкера / Baker's Hawk — Дэн Бейкер - 1977 — Белый бизон / The White Buffalo — Свистящий Джек Килин - 1977 — Смертельный урожай / Deadly Harvest — Грант Франклин - 1983 — Смертельно истеричная / Hysterical — шериф - 1998 — Солдатики / Small Soldiers — Ник Нитро, эксперт по разрушениям (озвучивание) | Телевидение - 1955—1962 — Шайенны / Cheyenne — Шайенн Боди / Чёрный Туз / Джим Торнтон Мерритт (в 108 эпизодах) - 1960 — Маверик / Maverick — Шайенн Боди (в эпизоде Hadley's Hunters) - 1963 — Сансет-стрип, 77 / 77 Sunset Strip — Кэл Джаспер (в 2 эпизодах) - 1964 — Театр саспенса Крафта / Kraft Suspense Theatre — Давид Вульфе (в эпизоде Portrait of an Unknown Man) - 1965—1966 — Шоу Люси / The Lucy Show — Фрэнк Уинслоу (в 2 эпизодах) - 1971 — Юма / Yuma — маршал Дейв Хэрмон - 1972 — Качок / Hardcase — Джек Ратерфорд - 1974 — Волчий вой / Scream of the Wolf — Байрон Дуглас - 1974 — Бульдозер-убийца / Killdozer! — Ллойд Келли - 1977 — Снежное чудище / Snowbeast — шериф Парадей - 1978 — Столетие / Centennial — Джо Бин (в эпизоде Only the Rocks Live Forever) - 1983 — Лодка любви / The Love Boat — Билл (в эпизоде Friend of the Family / Affair on Demand / Just Another Pretty Face) - 1991 — Игрок возвращается: Удача вытягивания карт / The Gambler Returns: The Luck of the Draw — Шайенн - 1993 — Тропическая жара / Tropical Heat — «Мёртвый Глаз» Диксон (в эпизоде The Last of the Magnificent) - 1995 — Кунг-фу: Возрождение легенды / Kung Fu: The Legend Continues — Шайенн Боди (в эпизоде Gunfighters) |

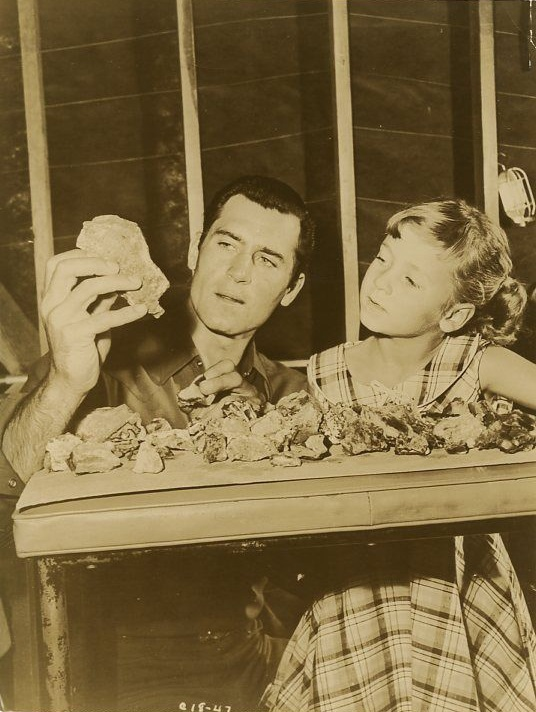
С дочерью, Валери, в сериале «Шайенны»[англ.] (кадр сделан между 1956 и 1959 гг.)
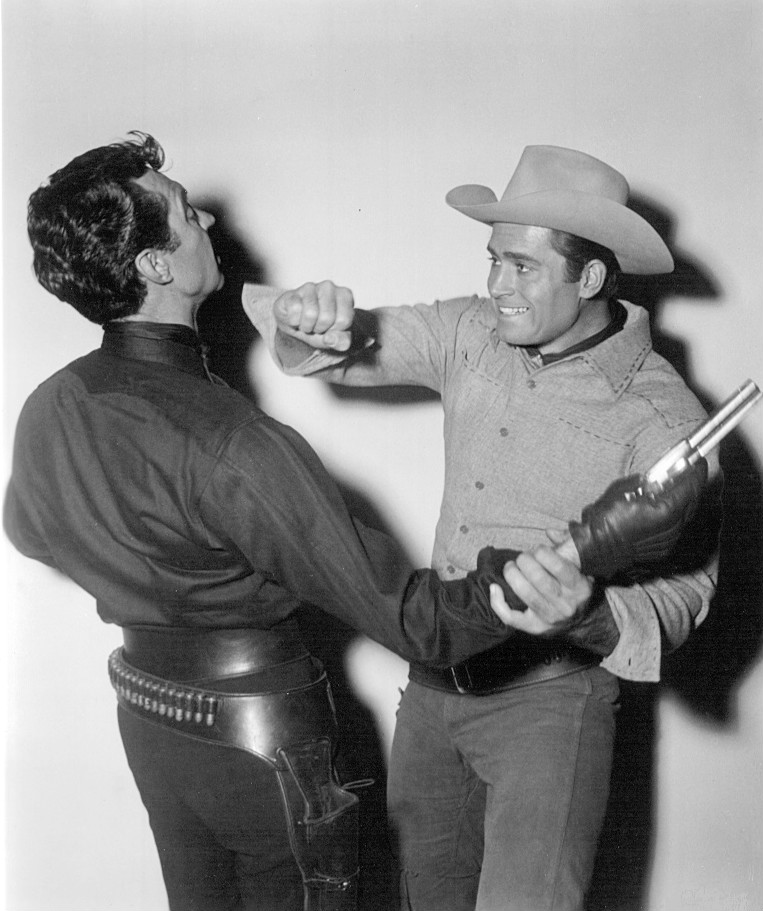
С Джеймсом Гриффитом (стоит спиной) на съёмках сериала «Шайенны» (1957)
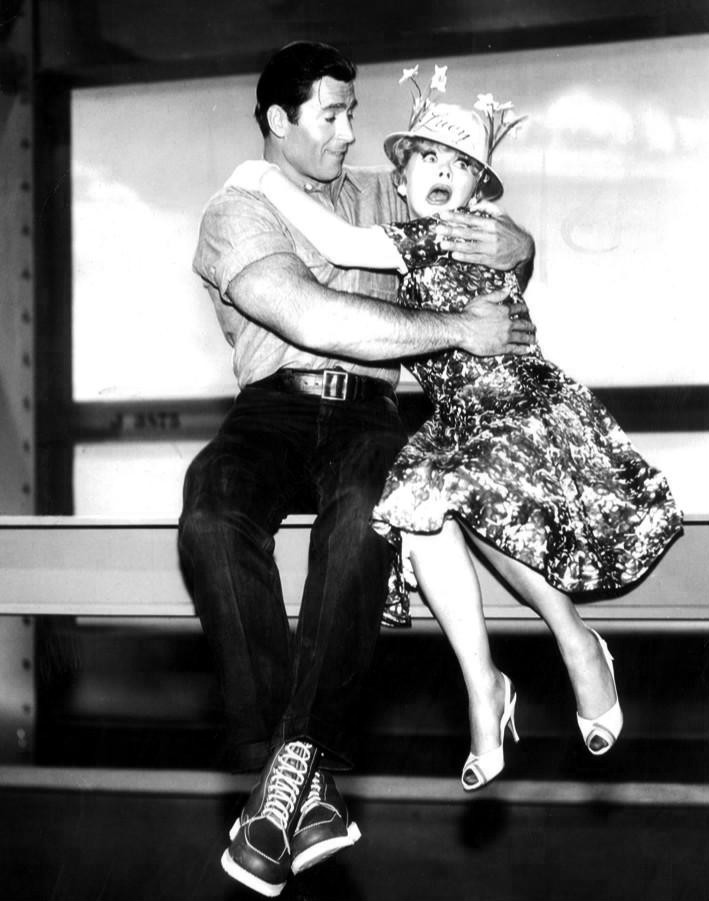
С Люсиль Болл в сериале «Шоу Люси» (1965)
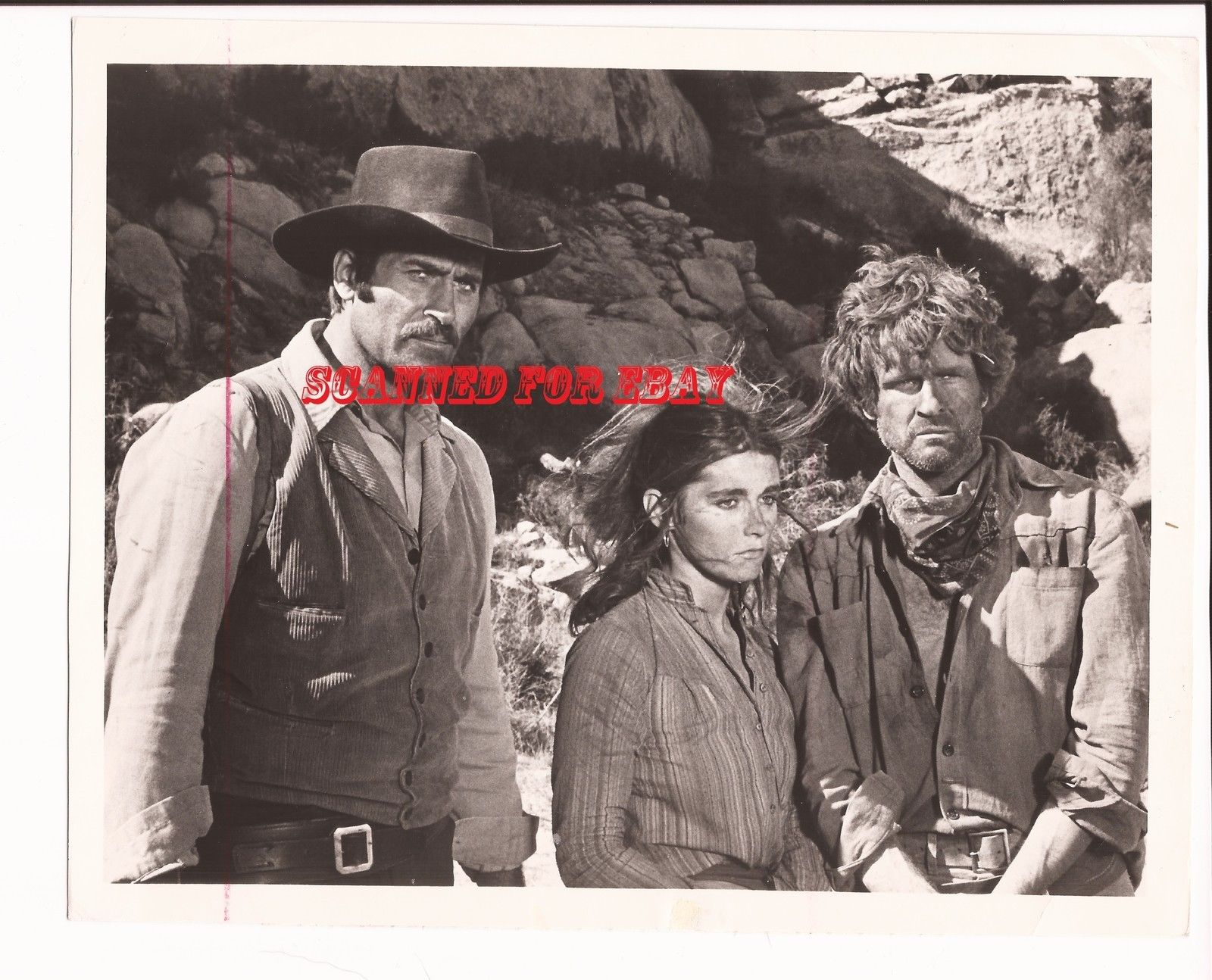
Слева направо: Клинт Уокер, Марго Киддер и Джон Эриксон. В фильме «Щедрый человек[англ.]» (1972)